# Adriano Polenta
Adriano Polenta (Osimo, 4 febbraio 1958) è un dirigente sportivo ed ex calciatore italiano, di ruolo difensore.

## Carriera

### Giocatore
Conta 170 presenze e 10 reti in Serie B con le maglie di Cavese, Pescara e Catania.

### Dirigente
Negli anni Novanta ha ricoperto il ruolo di direttore sportivo dell’Atletico Catania in C-1 e successivamente del Pisa e della Sambenedettese, ed è stato responsabile scout del Bologna (dal 2001 al 2010), del Torino (2005/2006) e del Bari (stagione 2010/2011). Poi è stato direttore sportivo dell’Ascoli in serie B nella stagione 2011/12 e collaboratore del direttore generale per l’area tecnica del Bologna, in serie A dal 2012 al 2014. Nel giugno 2017 diviene direttore sportivo del Trapani Calcio . Nell'Agosto del 2018 viene sollevato dall'incarico di direttore sportivo della società granata.

## Palmarès

### Club

#### Competizioni nazionali
- Serie C1: 1

Cavese: 1980-1981